# Saison 2013 de l'équipe cycliste Lotto-Belisol
La saison 2013 de l'équipe cycliste Lotto-Belisol est la deuxième de cette équipe.

## Préparation de la saison 2013

### Sponsors et financement de l'équipe
Depuis son lancement en 2012, l'équipe a pour principaux sponsors la loterie nationale belge Lotto et la société Belisol, spécialisée en construction de portes et fenêtres, tous deux engagés pour trois ans. Le budget de l'équipe pour cette saison est de dix millions, dont la moitié provient de la loterie nationale. Outre ces deux sponsors éponymes, l'équipe s'est dotée d'un troisième commanditaire, le fournisseur d'accès à internet Telenet, déjà partenaire de l'équipe de cyclo-cross Telenet-Fidea. Les logos de Lotto et Belisol apparaissent sur le devant du maillot et lui donnent ses couleurs rouge et bleu foncé, sur fond blanc. Telenet est présent sur l'épaule droite, avec un logo bleu sur fond jaune. Durant le Tour de France, l'entreprise Soudal, productrice de silicones, colles et mousses de polyuréthane, a sponsorisé Lotto-Belisol. Son logo est ainsi apparu sur les cuissards des coureurs durant cette course.
Depuis 2012, Ridley est le fournisseur de cycles de l'équipe.

### Arrivées et départs
L'effectif de Lotto-Belisol est presque inchangé par rapport à la saison précédente. Deux coureurs partent : le Belge Gianni Meersman, recruté par Omega Pharma-Quick Step, et l'Iranien Mahdi Sohrabi, de retour chez Tabriz Petrochemical. Le Néerlandais Dirk Bellemakers, issu de l'équipe Landbouwkrediet-Euphony, est la seule recrue.
| Arrivées         | Équipe 2012             |
| ---------------- | ----------------------- |
| Dirk Bellemakers | Landbouwkrediet-Euphony |

| Départs         | Équipe 2013             |
| --------------- | ----------------------- |
| Gianni Meersman | Omega Pharma-Quick Step |
| Mahdi Sohrabi   | Tabriz Petrochemical    |

## Coureurs et encadrement technique

### Effectif
| Cycliste              | Date de naissance | Nationalité      | Équipe 2012             |
| --------------------- | ----------------- | ---------------- | ----------------------- |
| Lars Bak              | 16 janvier 1980   | Danemark         | Lotto-Belisol           |
| Dirk Bellemakers      | 19 janvier 1984   | Pays-Bas         | Landbouwkrediet-Euphony |
| Gaëtan Bille          | 6 avril 1988      | Belgique         | Lotto-Belisol           |
| Brian Bulgaç          | 7 avril 1988      | Pays-Bas         | Lotto-Belisol           |
| Sander Cordeel        | 7 novembre 1987   | Belgique         | Lotto-Belisol           |
| Bart De Clercq        | 26 août 1986      | Belgique         | Lotto-Belisol           |
| Francis De Greef      | 2 février 1985    | Belgique         | Lotto-Belisol           |
| Jens Debusschere      | 20 août 1989      | Belgique         | Lotto-Belisol           |
| Kenny Dehaes          | 10 novembre 1984  | Belgique         | Lotto-Belisol           |
| Gert Dockx            | 4 juillet 1988    | Belgique         | Lotto-Belisol           |
| André Greipel         | 16 juillet 1982   | Allemagne        | Lotto-Belisol           |
| Adam Hansen           | 11 mai 1981       | Australie        | Lotto-Belisol           |
| Gregory Henderson     | 10 septembre 1976 | Nouvelle-Zélande | Lotto-Belisol           |
| Olivier Kaisen        | 30 avril 1983     | Belgique         | Lotto-Belisol           |
| Maarten Neyens        | 1er mars 1985     | Belgique         | Lotto-Belisol           |
| Vicente Reynés        | 30 juillet 1981   | Espagne          | Lotto-Belisol           |
| Fréderique Robert     | 25 janvier 1989   | Belgique         | Lotto-Belisol           |
| Jürgen Roelandts      | 2 juillet 1985    | Belgique         | Lotto-Belisol           |
| Marcel Sieberg        | 30 avril 1982     | Allemagne        | Lotto-Belisol           |
| Jurgen Van de Walle   | 9 février 1977    | Belgique         | Lotto-Belisol           |
| Jurgen Van den Broeck | 1er février 1983  | Belgique         | Lotto-Belisol           |
| Tosh Van der Sande    | 28 novembre 1990  | Belgique         | Lotto-Belisol           |
| Jonas Van Genechten   | 16 septembre 1986 | Belgique         | Lotto-Belisol           |
| Joost van Leijen      | 20 juillet 1984   | Pays-Bas         | Lotto-Belisol           |
| Dennis Vanendert      | 27 juin 1988      | Belgique         | Lotto-Belisol           |
| Jelle Vanendert       | 19 février 1985   | Belgique         | Lotto-Belisol           |
| Tim Wellens           | 15 mai 1991       | Belgique         | Lotto-Belisol           |
| Frederik Willems      | 8 septembre 1979  | Belgique         | Lotto-Belisol           |
| Stagiaire             | Date de naissance | Nationalité      | Équipe 2013             |
| Stig Broeckx          | 10 mai 1990       | Belgique         | Lotto-Belisol U23       |
| Jorne Carolus         | 22 février 1992   | Belgique         | Lotto-Belisol U23       |

### Encadrement
Au début de la saison 2013, la direction de l'équipe est la même qu'en 2012 : Bill Olivier est manager général et Marc Sergeant manager sportif. Ces derniers décident cependant de mettre fin à leur collaboration en février, ce qui entraîne le départ Bill Olivier et le passage de Marc Sergeant aux fonctions de manager général. Six directeurs sportifs encadrent les coureurs : Mario Aerts, Herman Frison, Jean-Pierre Heynderickx, Bart Leysen, Kurt Van De Wouwer et Marc Wauters. Déjà à la tête de l'équipe réserve Lotto-Belisol U23 les années précédentes, Kurt Van De Wouwer intègre en 2013 la direction sportive de l'équipe professionnelle.

## Bilan de la saison
L'équipe Lotto-Belisol a obtenu 28 victoires en 2013, améliorant légèrement son total de l'année précédente (27). Comme en 2012, une part importante de ces succès est due au sprinteur allemand André Greipel, treize fois victorieux cette saison. Il n'est pas le coureur ayant le plus gagné durant la saison, ce qu'il avait été en 2012 : il est cette fois devancé par Peter Sagan, Mark Cavendish et Marcel Kittel. Il a lancé la saison World Tour de l'équipe avec trois victoires au Tour Down Under, puis a gagné chaque mois jusqu'en septembre, à l'exception du mois de mars. Il s'est notamment imposé lors de la sixième étape du Tour de France et lors du championnat d'Allemagne sur route,. Les quinze autres victoires de l'équipe ont été apportées par sept coureurs. Le sprinteur Kenny Dehaes s'est notamment imposé quatre fois. Jens Debusschere obtient le même total en moins d'un mois, en fin de saison, et est l'une des révélations de la période.
Les résultats de Lotto-Belisol ont été décevants lors des grands tours et des grandes classiques. Deux fois quatrième du Tour de France les années précédentes, Jurgen Van den Broeck était attendu lors de cette course après un début de saison satisfaisant (5e du Tour de San Luis, 2e du Tour d'Andalousie, 9e du Tour de Catalogne et 7e du Tour de Romandie). Une chute lors de la cinquième étape lui a cependant causé une blessure au genou et a mis fin à sa saison. Au printemps, Adam Hansen a « sauvé » le Tour d'Italie de l'équipe en gagnant une étape. Il s'est illustré en terminant les trois grands tours de l'année, comme en 2012. Lors des classiques, Jürgen Roelandts a obtenu les meilleurs résultats, notamment la troisième place du Tour des Flandres. L'équipe est passée inaperçue lors des classiques ardennaises. Auteur de bons résultats en 2012, Jelle Vanendert s'est juste classé treizième de l'Amstel Gold Race,.
Lotto-Belisol termine l'année à la 18e et avant-dernière place de l'UCI World Tour. Elle ne devance que Vacansoleil-DCM, et seuls trois de ses coureurs figurent parmi les cent premiers du classement individuel. Six des vingt-huit victoires de l'équipe sont obtenues sur le World Tour (cinq par Greipel, une par Hansen).

### Victoires
| Date       | Course                                     | Pays      | Classe | Vainqueur           |
| ---------- | ------------------------------------------ | --------- | ------ | ------------------- |
| 14/01/2013 | 1re étape de la Tropicale Amissa Bongo     | Gabon     | 2.1    | Fréderique Robert   |
| 16/01/2013 | 3e étape de la Tropicale Amissa Bongo      | Gabon     | 2.1    | Gert Dockx          |
| 18/01/2013 | 5e étape de la Tropicale Amissa Bongo      | Gabon     | 2.1    | Fréderique Robert   |
| 20/01/2013 | 7e étape de la Tropicale Amissa Bongo      | Gabon     | 2.1    | Gert Dockx          |
| 22/01/2013 | 1re étape du Tour Down Under               | Australie | WT     | André Greipel       |
| 25/01/2013 | 4e étape du Tour Down Under                | Australie | WT     | André Greipel       |
| 27/01/2013 | 6e étape du Tour Down Under                | Australie | WT     | André Greipel       |
| 03/02/2013 | Trofeo Palma                               | Espagne   | 1.1    | Kenny Dehaes        |
| 06/02/2013 | 1re étape du Tour méditerranéen            | France    | 2.1    | André Greipel       |
| 10/02/2013 | 5e étape du Tour méditerranéen             | France    | 2.1    | Jürgen Roelandts    |
| 15/03/2013 | Handzame Classic                           | Belgique  | 1.1    | Kenny Dehaes        |
| 04/04/2013 | Grand Prix Pino Cerami                     | Belgique  | 1.1    | Jonas Van Genechten |
| 24/04/2013 | 4e étape du Tour de Turquie                | Turquie   | 2.HC   | André Greipel       |
| 25/04/2013 | 5e étape du Tour de Turquie                | Turquie   | 2.HC   | André Greipel       |
| 10/05/2013 | 7e étape du Tour d'Italie                  | Italie    | WT     | Adam Hansen         |
| 22/05/2013 | 1re étape du Tour de Belgique              | Belgique  | 2.HC   | André Greipel       |
| 23/05/2013 | 2e étape du Tour de Belgique               | Belgique  | 2.HC   | André Greipel       |
| 02/06/2013 | Ronde van Zeeland Seaports                 | Pays-Bas  | 1.1    | André Greipel       |
| 19/06/2013 | Halle-Ingooigem                            | Belgique  | 1.1    | Kenny Dehaes        |
| 23/06/2013 | Championnat d'Allemagne sur route          | Allemagne | CN     | André Greipel       |
| 04/07/2013 | 6e étape du Tour de France                 | France    | WT     | André Greipel       |
| 23/07/2013 | 4e étape du Tour de Wallonie               | Belgique  | 2.HC   | Kenny Dehaes        |
| 15/08/2013 | 4e étape de l'Eneco Tour                   | Pays-Bas  | WT     | André Greipel       |
| 07/09/2013 | Brussels Cycling Classic                   | Belgique  | 1.HC   | André Greipel       |
| 20/09/2013 | Championnat des Flandres                   | Belgique  | 1.1    | Jens Debusschere    |
| 03/10/2013 | 1re étape de l'Eurométropole Tour          | Belgique  | 2.1    | Jens Debusschere    |
| 06/10/2013 | Classement général de l'Eurométropole Tour | Belgique  | 2.1    | Jens Debusschere    |
| 15/10/2013 | Prix national de clôture                   | Belgique  | 1.1    | Jens Debusschere    |

### Résultats sur les courses majeures
Les tableaux suivants représentent les résultats de l'équipe dans les principales courses du calendrier international (les cinq classiques majeures et les trois grands tours). Pour chaque épreuve est indiqué le meilleur coureur de l'équipe, son classement ainsi que les accessits glanés par Lotto-Belisol sur les courses de trois semaines.

#### Classiques
| Classique            | Milan-San Remo         | Tour des Flandres     | Paris-Roubaix        | Liège-Bastogne-Liège  | Tour de Lombardie     |
| -------------------- | ---------------------- | --------------------- | -------------------- | --------------------- | --------------------- |
| Coureur (classement) | Jürgen Roelandts (16e) | Jürgen Roelandts (3e) | Marcel Sieberg (24e) | Jelle Vanendert (18e) | Jelle Vanendert (35e) |

#### Grands tours
| Grand tour           | Tour d'Italie                    | Tour de France                     | Tour d'Espagne         |
| -------------------- | -------------------------------- | ---------------------------------- | ---------------------- |
| Coureur (classement) | Francis De Greef (21e)           | Bart De Clercq (38e)               | Francis De Greef (41e) |
| Accessits            | 1 victoire d'étape (Adam Hansen) | 1 victoire d'étape (André Greipel) | -                      |

### Classement UCI
L'équipe Lotto-Belisol termine à la dix-huitième place du World Tour avec 307 points. Ce total est obtenu par l'addition des points des cinq meilleurs coureurs de l'équipe au classement individuel que sont André Greipel, 37e avec 135 points, Jürgen Roelandts, 51e avec 110 points, Jurgen Van den Broeck, 92e avec 41 points, Adam Hansen, 124e avec 20 points, et Jens Debusschere, 208e avec 1 point,. Le championnat du monde du contre-la-montre par équipes terminé à la 13e place ne rapporte aucun point à l'équipe.
| Rang | Coureur               | Points |
| ---- | --------------------- | ------ |
| 37   | André Greipel         | 135    |
| 51   | Jürgen Roelandts      | 110    |
| 92   | Jurgen Van den Broeck | 41     |
| 124  | Adam Hansen           | 20     |
| 208  | Tim Wellens           | 1      |
| 211  | Jens Debusschere      | 1      |
| 220  | Tosh Van der Sande    | 1      |
| 222  | Dennis Vanendert      | 1      |